# Marc Mitscher
Marc Andrew „Pete” Mitscher (ur. 26 stycznia 1887 w Hillsboro w stanie Wisconsin, zm. 3 lutego 1947 w Norfolk w stanie Wirginia) – admirał Marynarki Wojennej Stanów Zjednoczonych, wsławiony jako dowódca Zespołu Uderzeniowego Szybkich Lotniskowców Floty Pacyfiku w czasie II wojny światowej.

## Początki kariery
Marc Andrew „Pete” Mitscher urodził się w Hillsboro, w stanie Wisconsin jako syn Oscara i Myrty z domu Shear. W roku 1888, gdy miał 2 lata, jego rodzice przenieśli się do Oklahoma City w stanie Oklahoma, gdzie jego ojciec, przedstawiciel Urzędu ds. Indian, został wkrótce wybrany burmistrzem.
Z dokumentów rodzinnych wynika, że niezależnie od przenosin rodziny do Oklahomy, młody Mitscher uczęszczał do szkoły podstawowej i średniej w Waszyngtonie, gdzie, po maturze, zapisał się do US Naval Academy w Annapolis w stanie Maryland w roku 1906. Akademię ukończył w roku 1910 i przez dwa lata (zgodnie z ówczesnymi przepisami) służył na pokładzie krążownika pancernego USS „Colorado” uzyskując 7 marca 1912 roku stopień chorążego. W sierpniu 1913 został skierowany na „California”. 
Po odbyciu służby na niszczycielach USS „Whipple” i USS „Stewart” we wrześniu 1915 roku, Mitscher został skierowany na kurs pilotażu w bazie Lotnictwa Morskiego w Pensacola na Florydzie, gdzie jako jeden z pierwszych odbywał loty startując z pokładu umieszczonego nad lufami dział głównych krążownika USS „North Carolina”, pierwszego okrętu US Navy przystosowanego do takich operacji. 2 czerwca 1916 roku Mitscher otrzymał stopień pilota morskiego. W rok później brał udział − na pokładzie USS „Huntington” − w próbach z katapultami lotniczymi. Wreszcie, w lutym 1919 roku, został przeniesiony do sekcji lotniczej w Biurze Operacji Morskich.

## Okres międzywojenny
10 maja 1919 roku, jako pilot łodzi latającej Curtiss NC-1, wystartował z Nowej Fundlandii do lotu eskadry trzech samolotów przez Atlantyk. Jego samolot oraz towarzyszący mu NC-3 wylądowały w gęstej mgle na Azorach, ale sztorm nie pozwolił im kontynuować podróży do Europy (lot ukończył samolot NC-4). 
W latach następnych Mitscher służył na pokładach lotniskowców USS „Langley” i USS „Saratoga”, a także transportowca wodnosamolotów „Wright”.

## II wojna światowa
Od czerwca 1939 do lipca 1941 był zastępcą szefa Biura Lotnictwa Morskiego, ale wkrótce został zaokrętowany na lotniskowiec „Hornet”, a w październiku 1941 przejął dowodzenie okrętu. Pod jego dowództwem „Hornet” dokonał słynnego Rajdu Doolittle'a przeciw Japonii.
Mitscher dowodził „Hornetem” podczas bitwy pod Midway w dniach 4-6 czerwca, ale nie spisał się dobrze. Grupa lotnicza wysłana z „Horneta” jako jedyna nie odnalazła lotniskowców japońskich, z wyjątkiem jednego dywizjonu torpedowych Devastatorów, który samowolnie odłączył się od grupy, lecz z powodu braku eskorty myśliwskiej nad celem, stracił wszystkie 15 samolotów i 29 lotników. Reszta grupy nie odnalazła wroga i poszła w rozsypkę, po czym z braku paliwa stracono 14 samolotów i 2 pilotów. Zdaniem części autorów, Mitscher mógł sugerować lub polecić dowódcy grupy Stanhope Ringowi lot w rejon, gdzie miał nadzieję napotkać drugi zespół japońskich lotniskowców, którego jednak w ogóle nie było. Niektórzy autorzy sugerują, że później tuszował on wraz z Ringiem swój błąd, na co jednak nie ma jednoznacznych dowodów. Na konto Devastatorów należy jednak zapisać, że ściągnęły na siebie całą japońską eskortę, umożliwiając bombowcom nurkującym z „Yorktowna” i „Enterprise” zatopienie trzech japońskich lotniskowców i tym samym zwycięskie zakończenie bitwy. Niemniej, obecność pozostałych samolotów z „Horneta” nad celem mogła doprowadzić do zatopienia wszystkich lotniskowców i tym samym uratować amerykański USS „Yorktown”. Wkład samolotów „Horneta” ograniczył się do skutecznego ataku na krążowniki „Mikuma” i „Mogami”, gdy bitwa została już rozstrzygnięta.

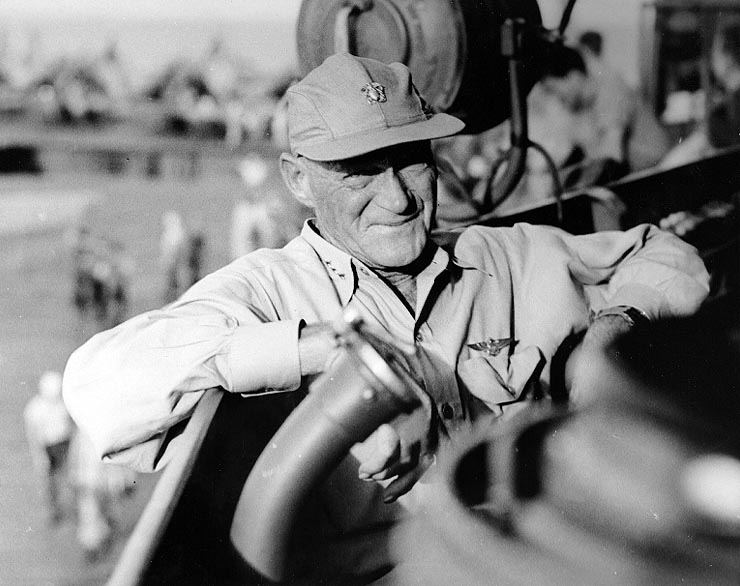
Marc A. Mitscher na pomoście lotniskowca USS „Lexington” (CV-16)

Już przed bitwą pod Midway Mitscher wiedział, iż po powrocie do Pearl Harbor otrzyma awans do stopnia kontradmirała. Jednak bezwartościowy udział „Horneta” w tej bitwie, a zwłaszcza kontrowersyjny decyzją Mitschera lot Air Group 8 kursem 265° zamiast 239° oraz jego niewiarygodny raport pobitewny sprawiły, że pilot marynarki z bardzo niskim numerem 33 utracił zaufanie dowódcy Floty Pacyfiku admirała Chestera Nimitza, i został usunięty z lotnictwa pokładowego.
Decyzją adm. Nimitza, który z powodu stylu swojego przywództwa zataił we własnym raporcie wątpliwości wobec Mitshera i udziału „Horneta” w bitwie pod Midway przed dowódcą US Navy adm. Ernestem Kingiem, Marc Mitsher zachował obiecany awans do stopnia kontradmirała, utracił jednak dowództwo „Horneta” i został skierowany do dowodzenia eskadrą zwiadowczą Patrol Wing 2 samolotów PBY Catalina na Hawajach. Załamanie w ten sposób kariery, spowodowało, że Mitscher znalazł się na skraju depresji. Za wstawiennictwem adm. Spruance'a u dowódcy Floty Pacyfiku, w grudniu 1942 roku kadm. Mitscher powrócił jednak na ścieżkę rozwoju kariery, gdy pod koniec kampanii na Salomonach został mianowany dowódcą lotnictwa w Nouméi na Nowej Kaledonii. W kwietniu 1943 został przeniesiony na identyczną pozycję na Wyspach Salomona, by wreszcie wylądować w kontynentalnych Stanach Zjednoczonych jako szef powietrznej obrony Zachodniego Wybrzeża. 
Na środkowy Pacyfik wrócił w styczniu 1944 roku jako dowódca 3 Dywizjonu Lotniskowców, a 21 marca został awansowany do stopnia wiceadmirała i mianowany − w miejsce Charlesa Pownalla − dowódcą grupy uderzeniowej szybkich lotniskowców V Floty (TF 58). Dowodził z pokładu lotniskowca „Lexington” grupą uderzeniową, która zadała Japończykom ogromne straty, bombardując ich instalacje na lądzie, statki handlowe i okręty Floty Cesarskiej od Truk po Palau, wzdłuż wybrzeży Nowej Gwinei i w archipelagu Marianów. Jego doskonale wyszkoleni piloci dokonali zagłady samolotów japońskich w bitwie na Morzu Filipińskim, bitwie nazywanej przez Amerykanów Mariańskim polowaniem na indyki (ang. The Marianas Turkey Shoot) w czerwcu 1944. Warto odnotować, że gdy po bitwie piloci wracali na pokłady swych lotniskowców po zmierzchu, Mitscher – łamiąc procedury – kazał pozapalać światła pokładów startowych, co ocaliło większość jego ludzi i zaskarbiło sobie ich wdzięczność.
Przez następny rok grupa uderzeniowa Mitschera zadawała potężne ciosy Japonii osłaniając lądowanie na Peleliu, kampanię filipińską, zdobycie Iwo Jimy i Okinawy. W czasie trwania tych wszystkich operacji Mitscher znajdował zawsze czas, by rzucić swe szybkie lotniskowce na północ celem dokonania dewastujących nalotów na macierzyste wyspy japońskie.
W lipcu 1946, kiedy powrócił do Stanów Zjednoczonych by objąć stanowisko zastępcy szefa operacji morskich, otrzymał wiele wysokich odznaczeń bojowych. Służył krótko jako dowódca VIII Floty, a 1 marca 1946 został głównodowodzącym Floty Atlantyku w stopniu admirała. Zmarł w czasie pełnienia służby w Norfolk, w stanie Wirginia.